# Gábos Zoltán
Gábos Zoltán (Bánffyhunyad, 1924. október 24. – Kolozsvár, 2018. április 9.) romániai magyar fizikus, a Magyar Tudományos Akadémia külső tagja.

## Élete
A kolozsvári református kollégiumban érettségizett 1943-ban. 1943-1944 között a budapesti József Nándor Műszaki és Gazdaságtudományi Egyetem Gépészmérnöki karának hallgatója volt, majd a kolozsvári Bolyai Tudományegyetemen szerzett matematika–fizika szakos tanári oklevelet. 1945-48 között egyike volt a kolozsvári Főiskolás Ifjúsági Keresztyén Egyesület vezetőinek. 1949-ben doktorált, disszertációjának címe A mechanika formális elveiről volt.
1948-tól tanársegédként, 1950-től adjunktusként dolgozott a Bolyai Tudományegyetemen, majd 1962-től egyetemi tanárként a Babeș–Bolyai Tudományegyetemen, 1990-től professor emeritus. 1982-ben a Korunk Bolyai-díjával tüntették ki. 1990-től az újjáalakított Erdélyi Múzeum-Egyesület tagja. 1991-ben az Eötvös Loránd Fizikai Társulat tiszteleti taggá választotta, 1995-től pedig a Magyar Tudományos Akadémia külső tagja. 2010-ben a Magyar Köztársasági Érdemrend középkeresztje kitüntetésben részesült.
2011-ben, a Magyar Tudomány Ünnepén, megkapta a Simonyi Károly-díjat fizikából.

## Munkássága
Munkásságát a disszipatív rendszerek mechanikája, forgó testek gravitációs kölcsönhatása, magasabb spinű részecskék kvantumelmélete, elemi részek polarizációja területén fejtette ki. Saját eljárást dolgozott ki a forgási hatások vizsgálatára. Úttörő munkát végzett a magasabb spinű részecskék kvantumelméletével, a részecskék polarizációjával és a polarizációs tenzorok parametrizálásával kapcsolatban, alkalmazva az eredményeket a bomlási és szórási részecskefolyamatokra. Kibővítette a Hamilton-Jacobi egyenlet alkalmazási területét. Foglalkozott a természettudományok erdélyi történetének feltárásával is.

### Megjelent kötetei
- A kémiai termodinamika alapjai, Kolozsvár, 1957
- Termodinamica fenomenologică, 1959
- Fundamentele mecanicii (társszerzők D. Mangeron, I. Stan), 1962
- Termodinamica şi fizica statistică (társszerző Oliviu Gherman), 1964
- Curs de termodinamică şi fizica statistică, Kolozsvár, 1981
- Az elméleti fizika alapjai, Kolozsvár, 1982
- Termodinamika, Erdélyi Múzeum-Egyesület, Kolozsvár, 1996

### Tudománynépszerűsítő cikkeiből
- Gábos Zoltán:  Az erdélyi fizikusok hozzájárulása a magyar tudományhoz.  Fizikai Szemle,  L. évf.  4. sz. (2000)
- Gábos Zoltán:  A Ferenc József Tudományegyetem természettudósai.  Természet Világa,   (1998. március)
- Gábos Zoltán:  A klasszikus gravitációelméletről.  Fizikai Szemle,  LIV. évf.  12. sz. (2004)
- Gábos Zoltán:  A harmadik erdélyi egyetem fizikusai.  Természet Világa,   (2006. január)  arch

## Díjai
- Munkaérdemrend III. fokozata (1969)
- Érdemes egyetemi tanár (1970)
- A Korunk Bolyai-díja (1982)
- Fényes Imre-díj (1994)
- Arany János-díj a Tudományos Kutatásért (2005)
- A Magyar Köztársasági Érdemrend középkeresztje (2010)
- Simonyi Károly-díj (2011)